# Colibrí puntablanc occidental
El colibrí puntablanc occidental (Urosticte benjamini) és una espècie d'ocell de la família dels troquílids (Trochilidae) que habita boscos i garrigues dels Andes de l'oest de Colòmbia i oest de l'Equador.